# Cleora lacrymata
Cleora lacrymata là một loài bướm đêm trong họ Geometridae.